# Турецкая беседка (Ливадия)
Турецкая или Серебряная беседка — ротонда в Ливадийском парке недалеко от Ливадийского дворца и Царской тропы, в Крыму.

## История
Беседка построена русским архитектором И. А. Монигетти на территории парка около Старого Ливадийского дворца. Сооружение построено в восточном стиле (отсюда и название — турецкая) с серебряным куполом. Расположена в восточной части парка на скале, на высоте 840 м над уровнем моря. Из беседки открывается вид на море и Крымские горы. Одна из немногих достопримечательностей южного берега Крыма и вообще Крыма, которая не была разрушена во время Великой Отечественной войны.
Работы по строительству дворца, обустройству парка и возведению дополнительных построек собирались закончить в 1864 году, но из-за увеличения числа работ закончили их только к 1866 году. В своих отчетах о работе в Ливадии И. А. Монигетти отмечал, что большая часть построек возведена «во вкусе татарской избы».

## В искусстве
Сооружение послужило натурной декорацией при съёмке ряда фильмов, в частности сказки «Новые похождения Кота в сапогах» (режиссёр Александр Роу, 1958 год).